# Első ypres-i csata
Az első ypres-i csata (ismert még első yperni csata néven is) az első világháború egyik nagy csatája volt a francia-brit antantszövetség és a német császári csapatok között a belga Ypres városka mellett 1914 októberében és novemberében. E csatában alakult ki először a konfliktus során úgynevezett „állóháború”.

## Előzmények
Az 1914 októberében a nyugati fronton lezajlott versenyfutás a német csapatok számára taktikai győzelemmel, de stratégiai vereséggel zárult. A németek képtelenek voltak elérni céljukat, hogy a La Manche Angliához közel eső partvidékét elfoglalják. A belga-francia-brit csapatok szilárd védelmi vonalat alkottak a tengertől 50-60 kilométer távolságban.
Az antantcsapatok megelőzték ugyan a csatorna partjainak német kézre kerülését, de csapataik a két hónapig tartó folyamatos visszavonulás, harc és átcsoportosítások következtében teljesen kimerültek és összezavarodtak. Akadozott az utánpótlás, az angol katonák francia parasztok házait fosztogatták. Angliából és a francia gyarmatokról azonban folyamatosan érkezett az utánpótlás és a friss csapatok, így a helyzet lassan normalizálódott.
Franciaország belsejében a németek komoly védelmi vonalat képeztek az Aisne folyó vonalán. Ezért az antant hadvezetése úgy gondolta, hogy a tengerpart közelében, a még meg nem erősített vonalaknál elért áttöréssel átkarolhatja a német jobbszárnyat és visszavonulásra kényszerítheti a Franciaországba augusztusban mélyen benyomuló német csapatokat. A tervet nehezítette, hogy az Antanttal szemben az Antwerpen ostromát kipihenő és hadianyaggal bőven ellátott csapatok álltak.
A német hadakat vezénylő Falkenhayn továbbra sem adta fel a La Manche partjára való kijutás tervét. Nem akarta megvárni, míg Flandriában is megerősödnek az antant erői, ezért egy áttörési kísérlet mellett döntött. A kiszemelt helyszín Ypres (németül: Ypern) városa volt. A várostól északra a belga hadsereg próbálta védeni hazája utolsó szegletét a németekkel szemben, míg a várost magát a harcoktól nagyon meggyengült francia egységek védelmezték. Yprestől délre helyezkedett el a brit expedíciós hadsereg, melyben a kimerült angol alakulatokat Indiából érkező csapatokkal erősítettek meg.

## A csata

### Az első német támadás
Október 12-én a 4. és 6. német hadseregek megindították frontális támadásukat az Yprestől északra felálló belga csapatok ellen. A németek minden tekintetben erőfölényben voltak, mégsem tudtak áttörést elérni. Ennek oka a belgák elszánt védekezése, és a francia-brit csapatokkal egyeztetett haditerve. A csata közben jelentős francia erősítés érkezett, hozzájárulván a végletekig kimerült csapatok tehermentesítéséhez. A támadás elől az Oostendében székelő belga kormány a franciaországi Le Havre-ba menekült. A belgák nagyon súlyos veszteségek árán tartották a frontot; csapataik 35%-a vérzett el ebben az egy csatában. A német támadás a nagy vérveszteség ellenére eredménytelen maradt. Október 20-án az antant kibontakozó ellentámadása miatt a német támadást leállították.

### Az antant ellentámadása
A nyugati frontra októberben jelentős angol és francia erősítések érkeztek. Az angol csapatok október 20-án Yprestől délre ellentámadásba mentek át. A támadás eredményeképpen a német erők felhagytak a belga vonalak elleni támadással, és csapataikat sietve a brit támadás megállítására csoportosították át. Németországból is folyamatosan érkeztek a friss csapatok, javarészt fiatalokból, egyetemistákból álló, alapkiképzésen sem átesett önkéntes katonákkal. A tapasztalatlan de lelkes németek óriási vérveszteség árán Langemarck belga falunál megállították a brit betörést. A britek offenzívája elakadt, majd az október 28-án bekövetkezett újabb német támadáskor visszatértek kiindulási állásaikba.

### A második német támadás
Október 28-án a németek újabb – ezúttal sikeres – támadást kíséreltek meg Yprestől északra a belgák ellen. A kétségbeesett belgák október 29-én Nieuwportnál kinyitották a Ijzer folyót a tengertől elválasztó zsilipeket. A tenger 15 km mélységben és 3-5 kilométer szélességben elöntötte a flandriai síkot, elárasztván a frontot áttörő németeket.
Október 31-én a német lovasság megtámadta és visszaszorította a brit lovasságot a Messines-gerinc közelében. November 1-jén Flakenhayn csapatai Yprestől délre áttörték a brit Douglas Haig tábornok Első Hadtestének frontvonalait, és több kilométer mélyen behatoltak az angol állások mögé. Az ügyesen elhelyezett francia-brit tartalékok azonban szétverték a német támadóéket. November 11-én két német hadosztály a Menin Road környékén, a várostól 6 km-re indított támadást, a porosz gárda és a 4. hadosztály célpontja Hooge városa volt. A támadás kezdetben sikerrel járt, de a németek késlekedtek kihasználni az áttörés miatt a brit vonalakban kialakult rést. A britek szedett-vedett tartalékai (szakácsok, tisztiszolgák, írnokok, műszakiak és egészségügyi katonák) hamarosan megállították, majd visszavetették a német előrenyomulást, és a nap végére kiindulási állásaikba kényszerítették vissza a németeket.
Ypres környékén még november 22-ig voltak kisebb-nagyobb összecsapások, de Németország hamarosan csapatokat vont ki a nyugati frontról, hogy a keleti fronton kialakult veszélyes orosz támadást megállítsa, és az időjárás ezután annyira elromlott, hogy a parancsnokok mindkét oldalon felhagytak a támadások kivitelezésével.

## Következmények
A harcoló felek először szembesültek az állóháború következményeivel. A csata során addig elképzelhetetlen, napi több ezer fős veszteségeket szenvedett el mindkét fél, miközben a frontvonalak lényegében mozdulatlanok maradtak. Az állóháború kimerítette a csapatokat, próbára tette a hátországot, és ellenkezőjére fordította a közvélemény háborúpártiságát. Az első ypres-i csatának hadászatilag (a küzdő feleket ért veszteségektől eltekintve) semmiféle következménye nem volt. A németek 130 000, az antant csapatai 108 000 főt veszítettek a csata 20 napja alatt. A német támadást követő 3 hónapnyi folyamatos csatározások annyira kimerítették mindkét felet, hogy tavaszig a nyugati fronton (egy-két csetepatétól eltekintve) felhagytak a kezdeményezéssel.
A katonákat rettentően kimerítő csata során mindkét oldalon nagy volt a zűrzavar, amit a terep, a gyorsan változó harci helyzet és a kommunikációs eszközök elégtelensége okozott. A 160 000 fős brit expedíciós haderő állományának közel felét elvesztette halottakban és sebesültekben, csak az Indiából érkező erősítések révén tudták állásaikat megtartani. A belga csapatok állományuk közel 35%-át vesztették el, hasonló veszteségek voltak a német oldalon is.
A háború során még két nagy csatát vívtak Ypres körül, de az első volt a legjelentősebb. A sikertelen támadások és a frontok megmerevedése előrevetítette a nyugati frontra jellemző állóháborút, amely egészen 1918 végéig tartott.

### A Langemarck-mítosz

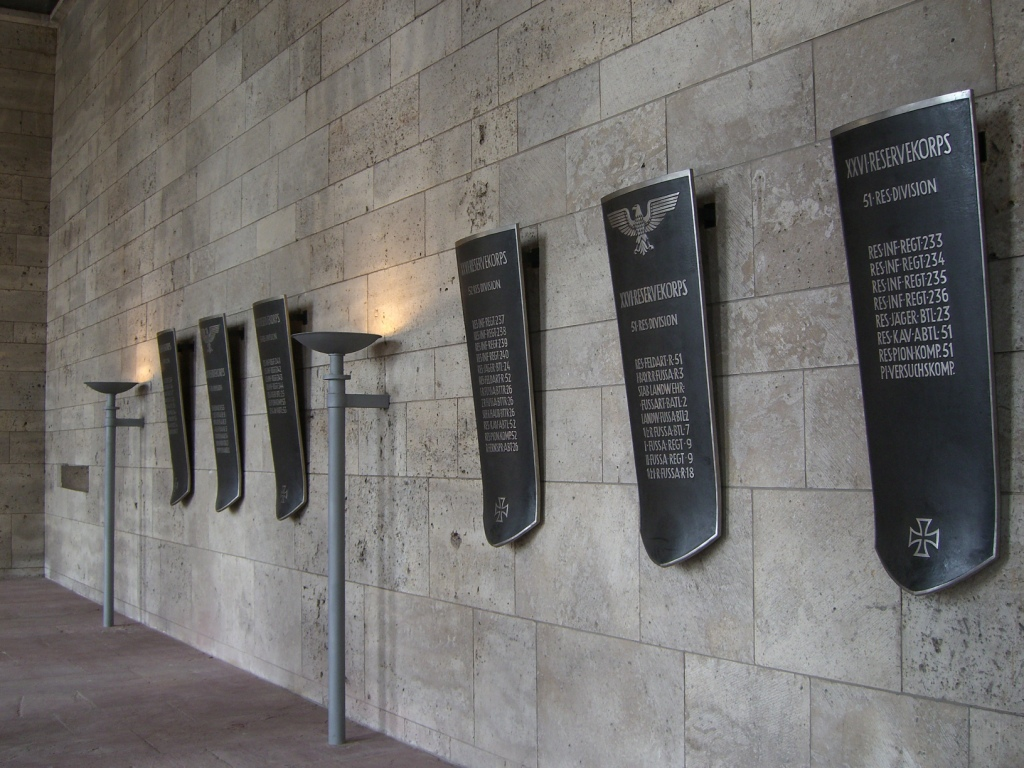
A berlini Lagermarck-emlékmű

A brit támadást a német 4. hadsereg fiatal önkéntesekből álló alakulatai verték vissza. Alapkiképzés nélkül vetették harcba a fiatal egyetemistákat, akik ezrével estek el a brit pergőtűzben. A tapasztalatlan katonák gyakran egymást lőtték agyon a ködös atlanti partvidéken. A hátországban hamarosan elterjedt a nézet, hogy a fiatalokat egyszerűen ágyútölteléknek használták a már-már áttörő britek ellen.
A német harci propaganda azonban fordítani igyekezett a hatalmas vérveszteség okozta csalódottságon, ezért a fiatalokat a hazaszeretettől fűtött hősöknek festették le, akik fegyverrel a kézben haltak meg a német hazáért. A langemarcki csata elesettjeit példaként állították a német fiatalok elé. A későbbi náci propaganda valóságos mítoszt szőtt a langemarcki események köré: a valódi történéseket elferdítve kialakították a „langemarcki szellemiséget”, amely a nácik ifjúságképének alátámasztására szolgált. 1943-ban az egyik SS hadosztály a Langemarck nevet kapta. A mítosz a nácizmus megszűnése után is tartotta magát, jelenleg is létezik Berlinben a Langemarck-emlékterem, és Bréma egyik főutcája a belgiumi település nevét viseli.